# Swiss Challenge 2013
De Swiss Challenge is een golftoernooi van de Europese Challenge Tour. In 2013 werd het van 11-14 juli gespeeld op de Golf Sempachersee bij Luzern.
Tot in 2012 stond het toernooi bekend als de Credit Suisse Challenge, maar de titelsponsor had zich na tien jaar teruggetrokken. Gary Stal won het toernooi nadat hij de play-off van zijn landgenoot Alexandre Kaleka won. Het prijzengeld was weer € 160.000 waarvan de winnaar € 25.000 kreeg. Fransman Victor Riu won het toernooi.

## Verslag
De par van de baan is 71.

### Ronde 1
Reinier Saxton en Floris de Vries zijn het toernooi goed begonnen, beiden maakten een ronde van 68 (-3) en deelden de 17de plaats. Xavier Ruiz Fonhof had zes birdies, 6 parren en 6 bogeys voor een ronde van 71. Stuart Manley en Ben Parker zijn begonnen met een ronde van 64 en deelden de leiding. Later in de middag kwam Julien Guerrier ook met -7 binnen.

### Ronde 2
Sihwan Kim en Steven Tiley.
Daan Huizing had bij de Nederlanders de mooiste score. Met een ronde van 65 ging hij naar de 7de plaats.
Floris de Vries stond op dat moment ook op -7 maar moest nog twee holes spelen, en daar zat een bogey bij. Jonas Saxton had ook weer een goede ronde maar Remkes en Relecom haalden maar net de cut, Xavier Ruiz Fonhof miste hem.

### Ronde 3
Victor Riu speelde een fantastische ronde met zeven birdies en een eagle. Zijn totaalscore werd -18 en zijn eerste plaats was verdiend. Taco Remkes en Floris de Vries bleven net onder par. De onbekende Amerikaan Brinson Paolini, die deze maand professional werd en voor dit toernooi een invitatie kreeg, had een ronde van -7, de beste dagscore.

Daan Huizing speelde twee onder par maar zakte toch iets in het klassement.

### Ronde 4
Pierre Relecom had een mooie laatste ronde en steeg 25 plaatsen in het klassement. De winnaar was Victor Riu, hoewel dat pas op hole 17 duidelijk werd. Hij wist niet dat Adam Gee, die in de groep voor hem speelde, daar een eagle had gemaakt en op -17 stond maar Riu maakte birdies op hole 15, 16 en 17 en stond toen op -19. Op hole 18 maakte Gee een bogey, dus toen Riu daar afsloeg, had hij al een voorsprong van drie slagen. Het was Riu's eerste overwinning op de Challenge Tour, hij steeg naar nummer 3 op de Challenge Tour Rankings.
- Scores

| Naam               | Score R1 | Score R1 | Nr  | Score R2 | Score R2 | Totaal | Nr  | Score R3 | Score R3 | Totaal | Nr  | Score R4 | Score R4 | Totaal | Nr  |
| ------------------ | -------- | -------- | --- | -------- | -------- | ------ | --- | -------- | -------- | ------ | --- | -------- | -------- | ------ | --- |
| Victor Riu         | 69       | -2       | T27 | 64       | -7       | -9     | T2  | 62       | -9       | -18    | 1   | 70       | -1       | -19    | 1   |
| Brinson Paolini    | 70       | -1       | T45 | 69       | -2       | -3     | T34 | 64       | -7       | -10    | T8  | 65       | -6       | -16    | T2  |
| Adam Gee           | 66       | -5       | T6  | 69       | -2       | -7     | T6  | 66       | -5       | -12    | 4   | 67       | -4       | -16    | T2  |
| Jamie McLeary      | 70       | -1       | T45 | 64       | -7       | -8     | T6  | 65       | -6       | -14    | 2   | 70       | -1       | -15    | T4  |
| Andrea Perrino     | 71       | par      | T61 | 64       | -7       | -7     | T6  | 65       | -6       | -13    | 3   | 70       | -1       | -14    | T7  |
| Marco Crespi       | 68       | -3       | T   | 68       | -3       | -6     | T14 | 66       | -5       | -11    | T5  | 69       | -2       | -13    | T10 |
| Daan Huizing       | 69       | -2       | T27 | 66       | -5       | -7     | T6  | 69       | -2       | -9     | T12 | 70       | -1       | -10    | T19 |
| Jamie Elson        | 65       | -6       | T4  | 66       | -5       | -11    | 1   | 73       | +2       | -9     | T12 | 73       | +2       | -7     | T26 |
| Pierre Relecom     | 70       | -1       | T45 | 71       | par      | -1     | T58 | 71       | par      | -1     | T51 | 65       | -6       | -7     | T26 |
| Ben Parker         | 64       | -7       | T1  | 71       | par      | -7     | T6  | 71       | par      | -7     | T21 | 71       | par      | -7     | T26 |
| Floris de Vries    | 68       | -3       | T17 | 68       | -3       | -6     | T13 | 70       | -1       | -7     | T21 | 73       | +2       | -5     | T32 |
| Julien Guerrier    | 64       | -7       | T1  | 69       | -2       | -9     | T2  | 74       | +3       | -6     | T25 | 72       | +1       | -5     | T32 |
| Stuart Manley      | 64       | -7       | T1  | 73       | +2       | -5     | T21 | 70       | -1       | -6     | T25 | 73       | +2       | -4     | T40 |
| Reinier Saxton     | 68       | -3       | T17 | 69       | -2       | -5     | T21 | 74       | +3       | -1     | T51 | 70       | -1       | -2     | T46 |
| Taco Remkes        | 72       | +1       | T79 | 69       | -2       | -1     | T58 | 70       | -1       | -2     | T44 | 71       | par      | -2     | T46 |
| Xavier Ruiz Fonhof | 71       | par      | T61 | 76       | +5       | +5     | MC  |          |          |        |     |          |          |        |     |

| Leider |  | Toernooirecord |  | MC = missed cut = cut gemist |  | DQ = disqualified |

## Spelers
Daan Huizing eindigde bij het Kärnten Golf Open op de 2de plaats en kreeg meteen een uitnodiging voor de Swiss Challenge. 
| - Carlos Aguilar - Byeong-hun An - Phillip Archer - Scott Arnold - HP Bacher - Jason Barnes - Adrien Bernadet - Michiel Bothma - Gary Boyd - Christophe Brazillier - Daniel Brooks - François Calmels (CTR3) - Federico Colombo - Marco Crespi - Jens Dantorp - Rhys Davies - Carlos Del Moral - Robert Dinwiddie (CTR10) - David Dixon - Augustin Domingo - Bradley Dredge - Paul Dwyer - Pelle Edberg - Jamie Elson - Peter Erofejeff - Oscar Florén - Charlie Ford - Alastair Forsyth - Dylan Frittelli (CTR14) - Jordi García del Moral - Jordi García Pinto - Daniel Gaunt - Adam Gee - Max Glauert - Jacob Glennemo - David Griffith | - Luke Goddard - Matt Haines - Tyrell Hatton - Thomas Haylock - Benjamin Hebert - Gary Houston - Jamie Howarth - Jeppe Huldahl - Sam Hutsby - Daniel Im - Lasse Jensen - Andrew Johnston - Roope Kakko - Shiv Kapur - Chan Kim - Sihwan Kim - Moritz Lampert - José-Filipe Lima (CTR8) - Michaël Lorenzo-Vera - Paul Maddy - Andrew Marshall - Callum Macaulay - Francis McGuirk - Jamie McLeary - George Murray - Tom Murray - Jamie Moul - Åke Nilsson - Thomas Nørret - Steven O'Hara - Pedro Oriol - Ben Parker - Andrea Pavan (CTR2) - Nicolo Pavano - Andrea Perrino - Florian Praegant | - Nicolo Ravano - Taco Remkes - Victor Riu (CTR15) - Raymond Russell - James Ruth - Lloyd Saltman - Reinier Saxton - Martin Sell - Jack Senior - Gareth Shaw - Tim Sluiter (CTR11) - Anthony Snobeck - Gary Stal (2012) - Steven Tiley - Jason Timmis - Daniel Vancsik - Alvaro Velasco - Floris de Vries - Sam Walker (CTR5) - Oliver Wilson Invitaties - Greg Snow - Edouard Espana - Lukas Tintera - Filip Mruzek - Xavier Ruiz Fonhof - Manuel Trappel - Jurgen Maurer - Petr Gal - Antonio Hortal - Jacobo Pastor Lopez - Borja Etchart - Pierre Relecom - Robert Wiederkehr - Lionel Weber - Mark Laskey | - Filippo Bergamaschi - Andrea Rota - Francesco Laporta - Yevgeny Kafelnikov - Mark Nichols - Stephen Grant - Jack Dohrerty - Stian Hamsem - Eirik Tage Johansen - Anders Emgell - Immu Korvenmaa - Antti Ahokas Invitaties Eur. Tour - James Frazer - Daan Huizing Zwitserse PGA - André Bossert - Martin Romiger - Damian Ulrich - Fredrik Svanberg - Raphaël de Sousa - Claudio Blaesi - Jann Schmid - James Johnson - Nicolas D'Incau - Jon Andrea Nodér - Julien Clément - Billy Hamstock Amateurs - Joel Girrbach - Michael Harradines - Adam Rajmont - Nicolas Thommen |

De positie van de top-15 spelers van de Challenge Tour Ranking (CTR) staat achter hun naam aangegeven.